# Sunbeam
Sunbeam – firma brytyjska produkująca od 1899 roku motocykle oraz samochody. W 1920 roku połączyła się z firmą Talbot i Darracq, tworząc koncern Sunbeam-Talbot-Darracq. Od 1938 roku samochody osobowe produkowano pod nazwą Sunbeam-Talbot, zaś motocykle w dalszym ciągu pod firmą Sunbeam. W 1939 roku Sunbeam wszedł w skład Rootes Group, a po 1945 roku dostał się pod kontrolę koncernu Chryslera. Pod nazwą Sunbeam eksportowano samochody osobowe Hillman i Humber.

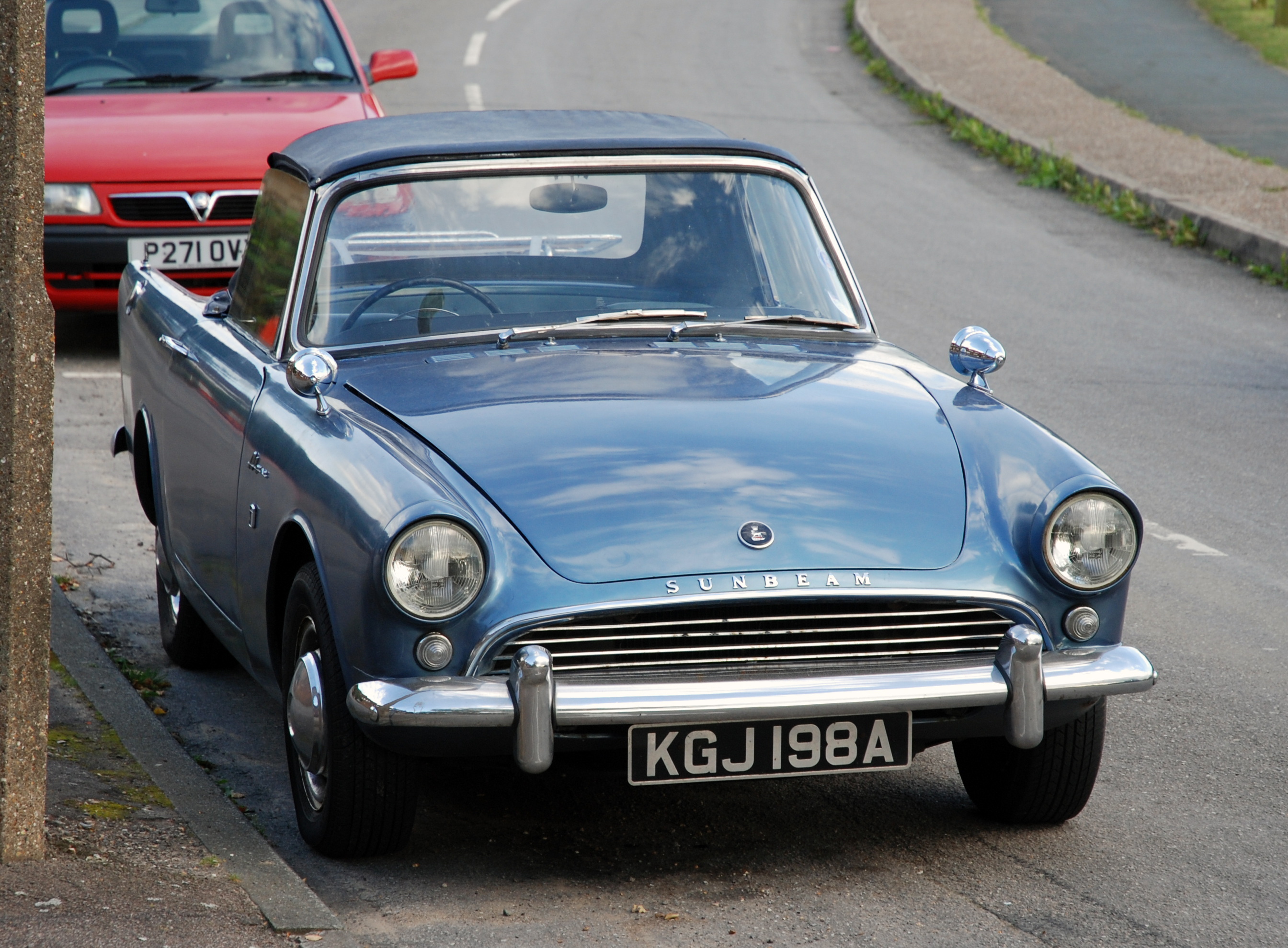
Sunbeam Alpine
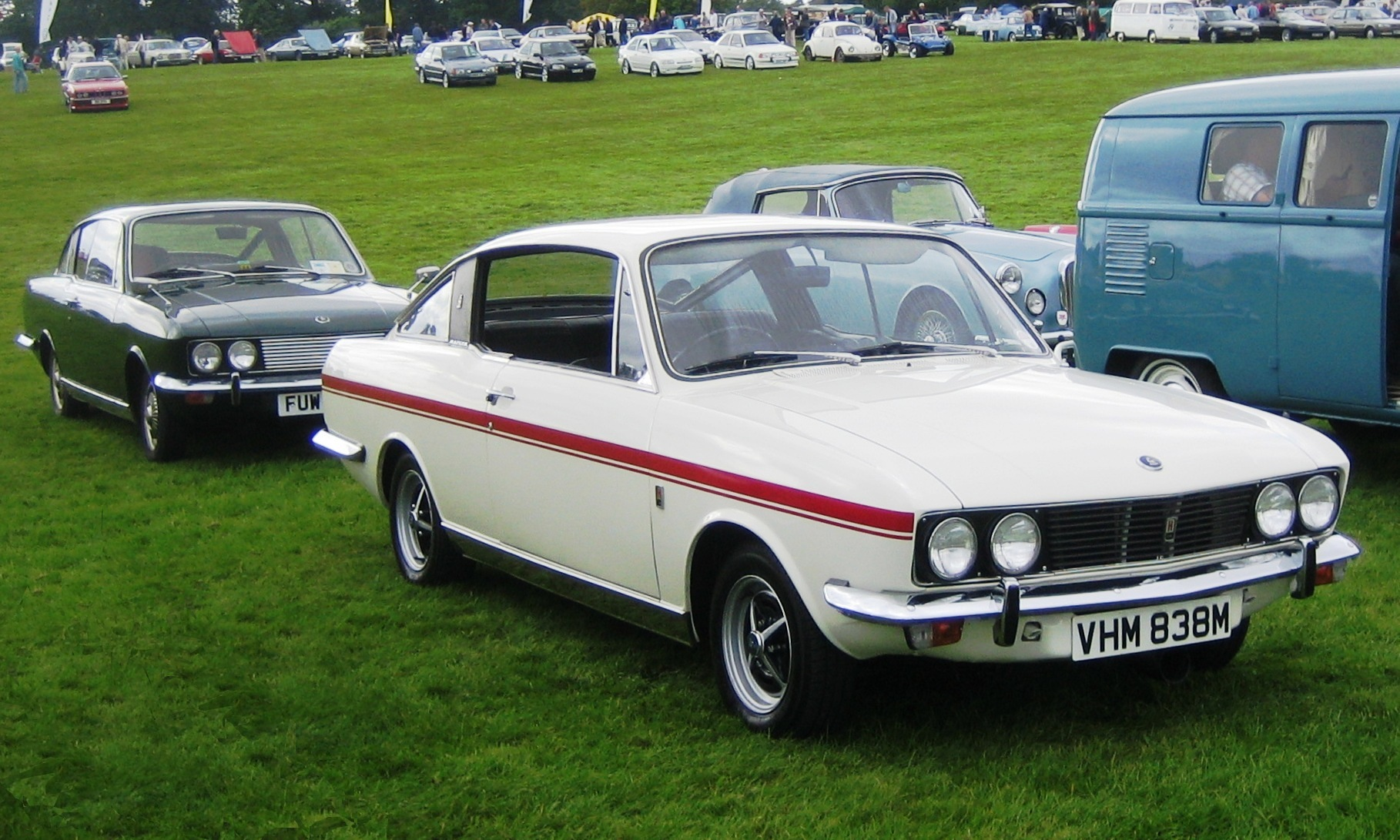
Sunbeam Rapier
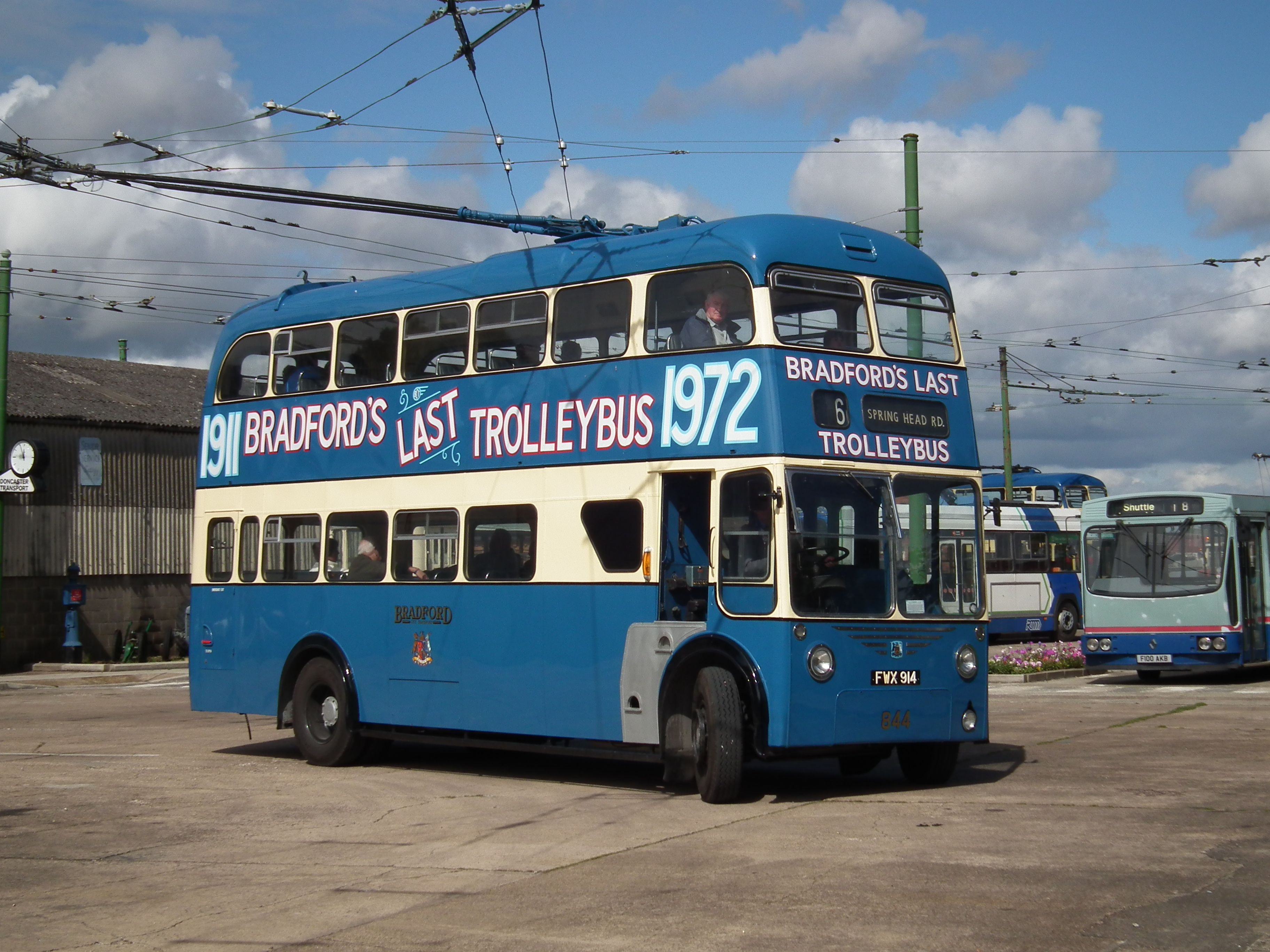
Trolejbus Sunbeam F4
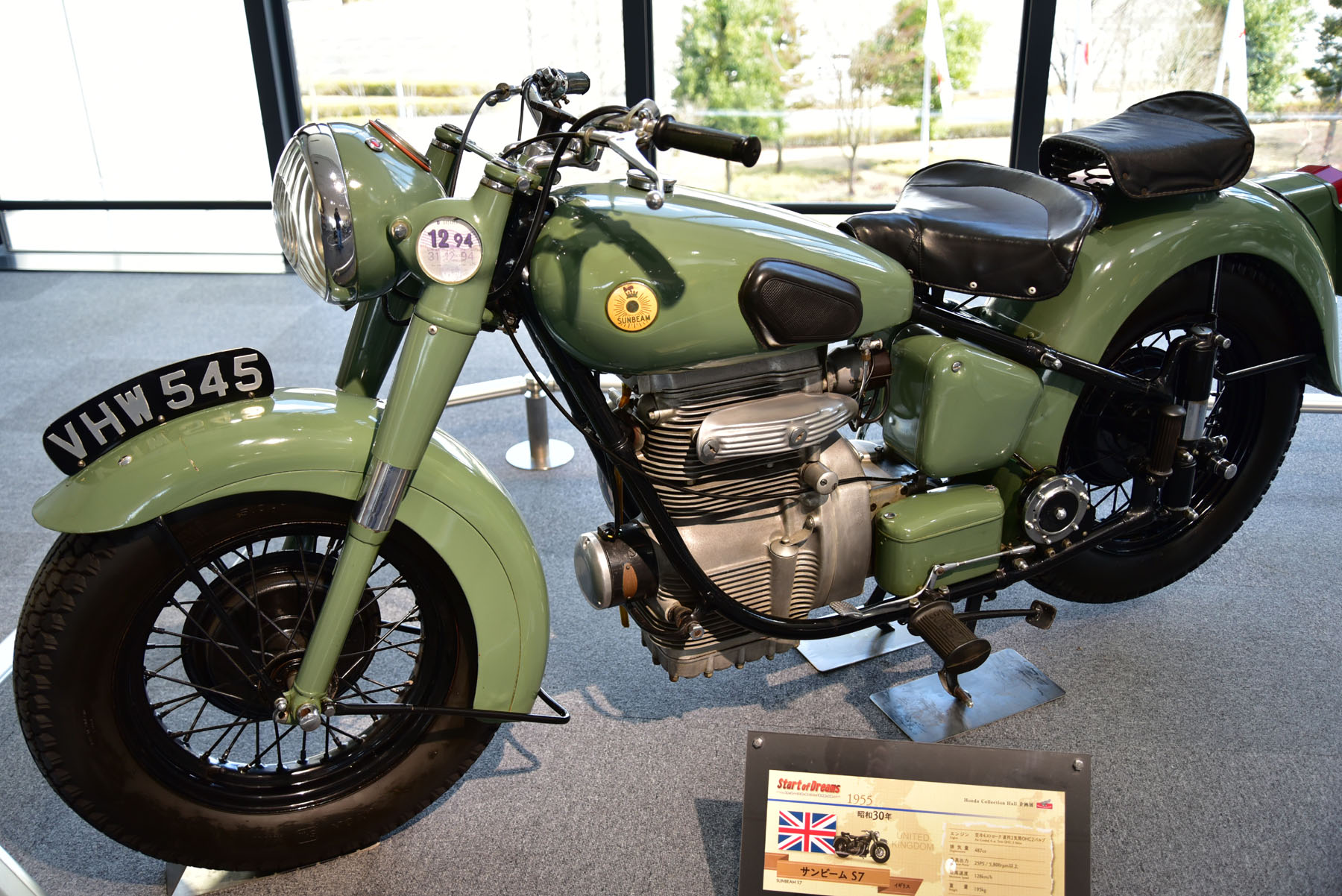
Motocykl Sunbeam S7